# Le Fils du Flibustier
Pour plus de détails, voir Fiche technique et Distribution.
Le Fils du Flibustier est un film muet français réalisé par Louis Feuillade en 1922.
Le film se compose de deux époques (le temps des flibustiers et l'époque contemporaine) comportant douze épisodes.

## Synopsis

### 1. Le Fils du Flibustier
L'île de Saint-Domingue, du temps de la flibuste. Au cabaret du Frère de la Côte tenu par le père Binic et sa charmante fille Bertrande, les boucaniers dépensent leur or avant de se renflouer. Durant une partie de pêche, ils sauvent Yves le Paimpolais, un marin breton agrippé à une épave. Le courageux rescapé leur raconte avoir été capturé par les Espagnols avant de réussir à s'échapper, récit qui suscite l'admiration des flibustiers. Ils le nomment pour chef à la suite d'un duel à la loyale qui voit leur commandant Mathias périr de la main du Breton. Entraînant douze hommes lors d'une course contre les Espagnols, Yves le Paimpolais finit par s'emparer fructueusement du Santa Cruz, le navire hispanique où il avait été maintenu en captivité.

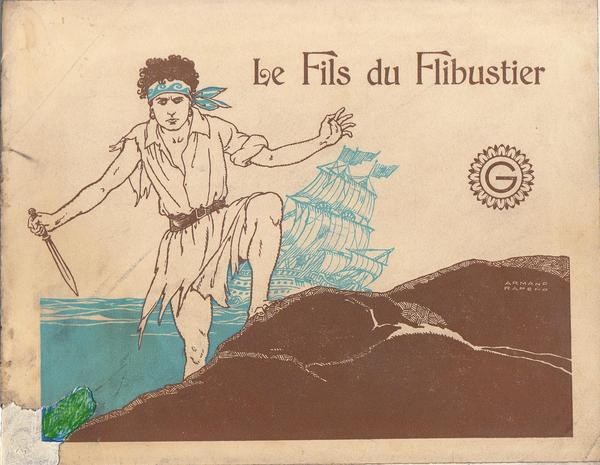
Yves le Paimpolais vu par Armand Rapeño, couverture illustrée du dossier de presse du film.
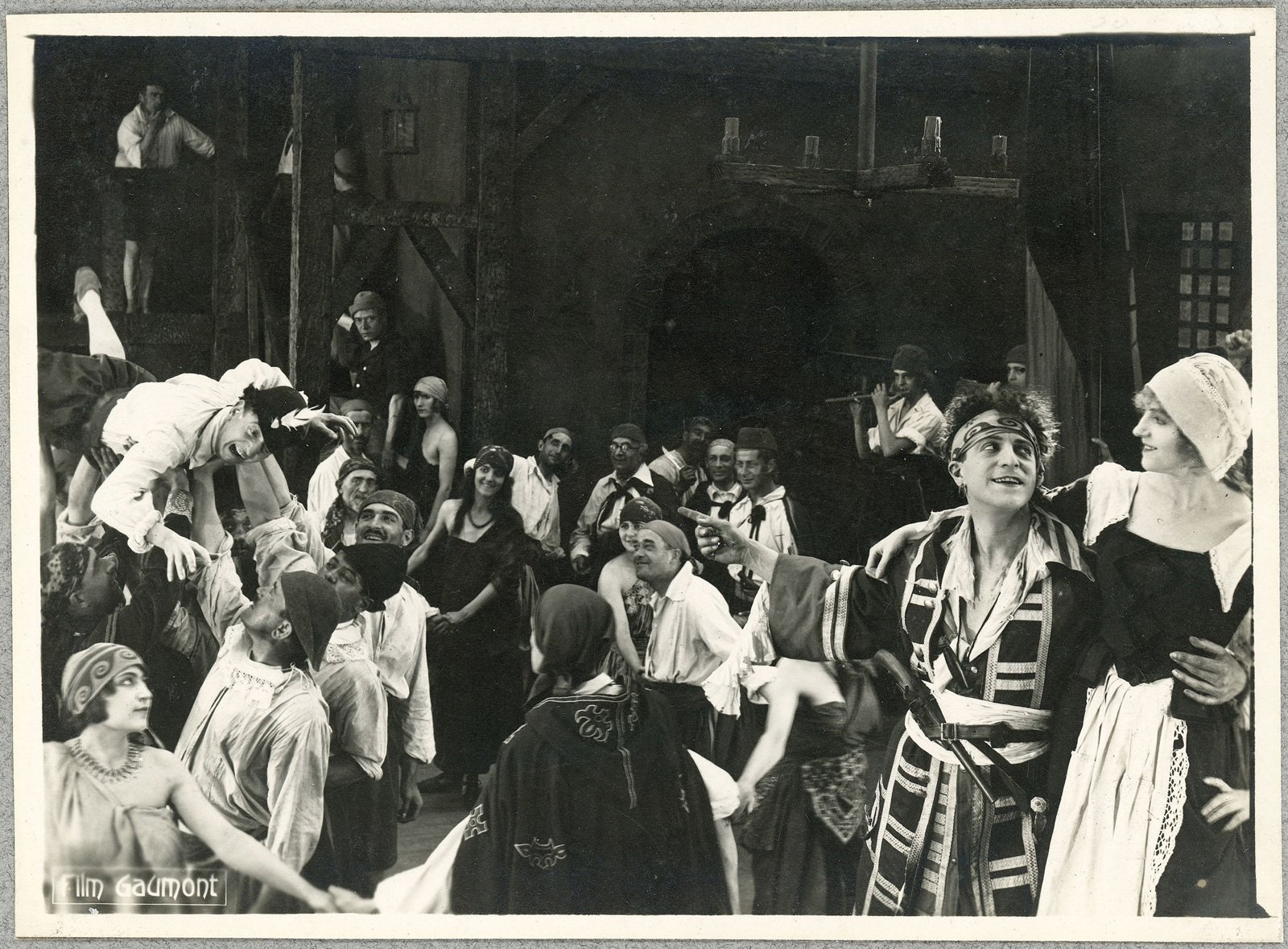
Les flibustiers, Yves le Paimpolais et Bertrande au cabaret du Frère de la Côte.

### 4. Maman

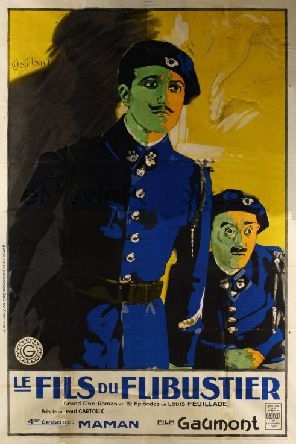
Affiche de l'épisode Maman.

### 5. La Noce d'Anaïs

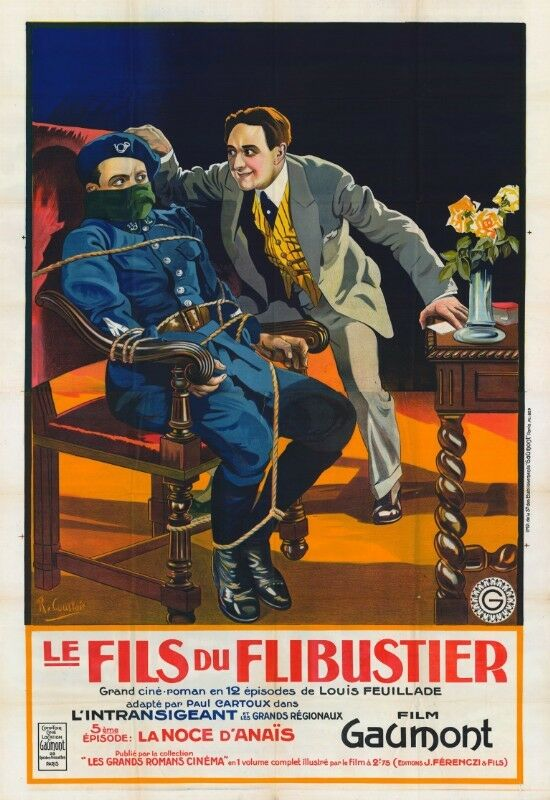
Affiche de l'épisode La Noce d'Anaïs.

### 10. Le Revenant de Saint-Fons

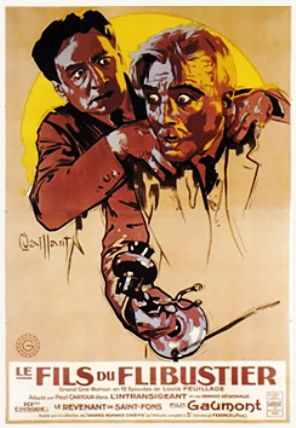
Affiche de l'épisode Le Revenant de Saint-Fons.

## Fiche technique
- Réalisation : Louis Feuillade

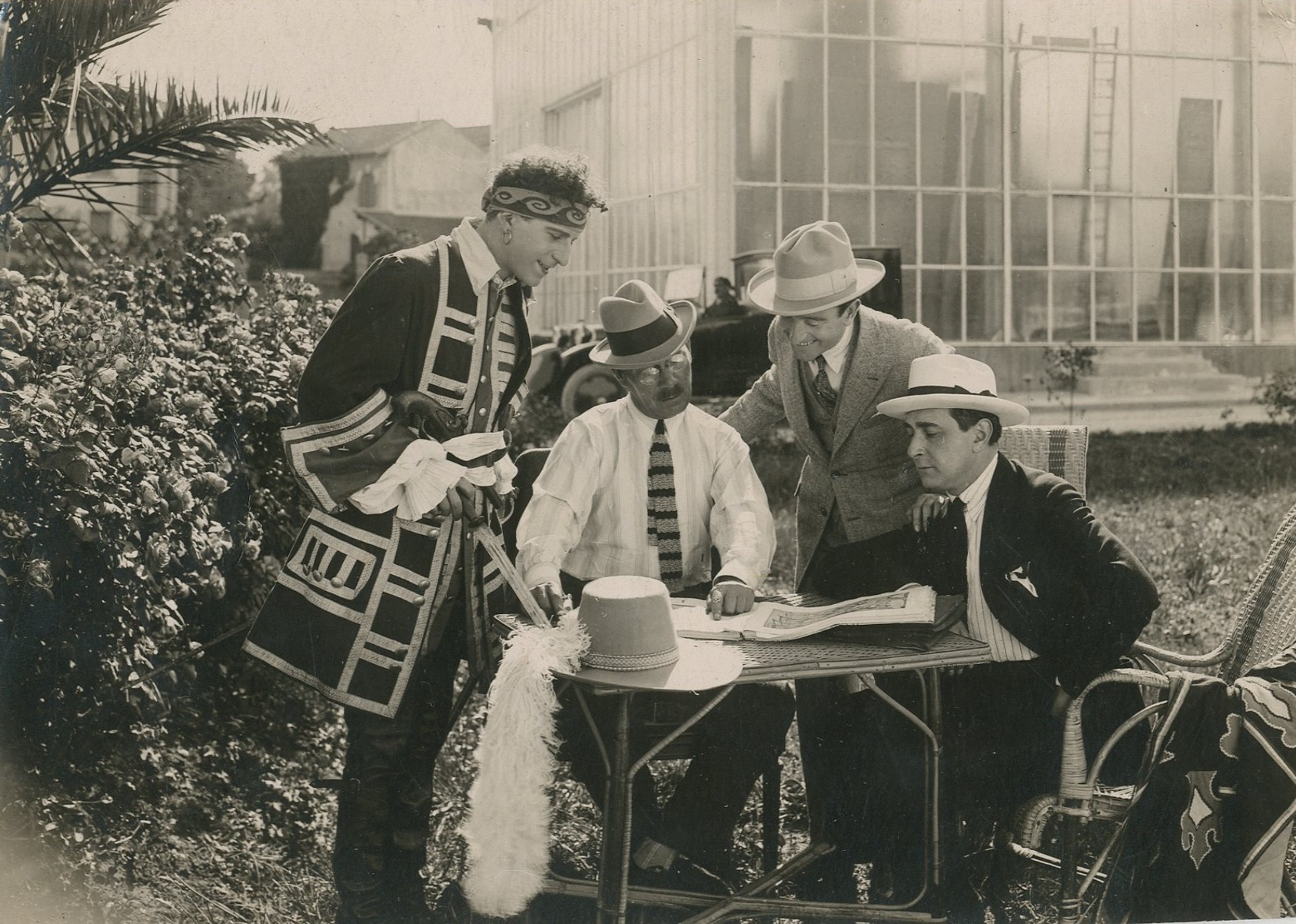
De gauche à droite : Aimé Simon-Girard, Louis Feuillade, Georges Biscot et Fernand Herrmann.

- Scénario : Louis Cartoux et Louis Feuillade
- Chef-opérateur : Maurice Champreux, Léon Morizet et Xipov
- Société de production : Société des Établissements L. Gaumont
- Pays de production :  France
- Format : Muet - Noir et blanc - 1,33:1 - 35 mm
- Genre : Drame
- Année de sortie : France - 1922

## Distribution
- Bernard Derigal : Malestan
- Aimé Simon-Girard : Yves le Paimpolais / le sergent Jacques Lafont
- Georges Biscot : Miraut / Ernest Pacoulin
- Sandra Milovanoff : Bertrande / Josette Bernard
- Henri-Amédée Charpentier : le cabaretier Binic / le docteur Perdonnel
- Fernand Herrmann : Mathias, le chef des flibustiers / Montbrun le fou
- Lise Jaux : Marinette